# Assaí
Assaí é um município brasileiro que integra a região metropolitana de Londrina, e está localizado na mesorregião do Norte Pioneiro Paranaense no estado do Paraná.

## Etimologia
O nome do município vem do japonês asahi (朝日, lit.: "Sol nascente").

## História
A história de Assaí tem início quando o cônsul do Japão, Noriyuki Akamatsu, em São Paulo,  começa a incentivar a emigração japonesa para o Paraná. Os comentários de que as terras eram altamente produtivas levaram o cônsul a enviar observadores para a região, entre eles, alguns agrônomos. A constatação da fertilidade do solo pelos observadores do consulado deu origem à fundação da Cooperativa de Imigração, em 1927, presidida por Mitusada Umetani, um dos homens que percorreram toda a região.
Como quase todas as cidades do Norte Paranaense, Assaí nasceu e cresceu devido ao impulso colonizador das companhias de colonização, que desmataram e colonizaram a região. Em 14 de novembro de 1928, foi firmado um contrato de compra e venda de uma gleba de 12 mil alqueires na localidade então conhecida por Três Barras.
Em 1932, a Companhia Colonizadora Três Barras fundou uma fazenda no ponto onde hoje se situa a sede municipal de Assaí. Posteriormente, a colonizadora iniciou a venda de lotes rurais e urbanos, permitindo a vinda de inúmeras famílias, especialmente de japoneses. O local passou a se chamar Assailand, em referência aos imigrantes provenientes do Japão.
Em 1932, um grupo de homens de origem japonesa, após adquirir do governo do Paraná uma considerável área de terras devolutas nesta região do vale do Rio Tibagi, no dia 1 de maio daquele ano e partindo da centenária cidade de Jataí (hoje Jataizinho), embrenhou-se mata a dentro; tal grupo era chefiado pelo Senhor Miyuki Saito e integrado pelos Senhores Itissuke Nishimura, Utaro Katsuda, Tokujiro Tsutsui e Junzo Nagai, os quais  alcançaram a região onde hoje se localiza a sede da secção; ali foi derrubada a primeira árvore para ser construída a sede provisória da Fazenda Três Barras.
No mesmo ano, após levantamentos geográficos e topográficos, a sede foi mudada para onde está localizada atualmente a cidade de Assaí. O motivo da escolha do local em um terreno mais acidentado foi devido à tradição dos imigrantes japoneses, que destinavam as áreas de topografia plana para aproveitamento na agricultura.
Inicialmente, a sede, já bastante povoada, foi chamada Assailand em homenagem aos colonos japoneses alí estabelecidos (Asahi (朝日) - Sol nascente e Land - terra). O progresso e desenvolvimento de Assailand, graças à fertilidade da terra e condições favoráveis, principalmente das culturas de algodão e café, atraíram gradualmente várias levas de imigrantes, em sua maioria, de origem japonesa.
Ainda em 1932, apontaram a esta terra, entre outros, os Senhores Shozaemon Moriya, Yukito Iwata, To Ishikawa e Tomotada Ikeda, que, com Utaro Katsuda, compõem o grupo dos cinco fundadores de Assaí.
No dia 4 de maio daquele mesmo ano, a Estrada de Ferro São Paulo-Paraná chegou ao Município de Jataí (Jataizinho) e a Companhia Bratac deu início à venda de lotes em Três Barras. Nesse ano ainda, 1932, entraram cinco famílias japonesas na localidade, oriundas da Fazenda Nomura, de Bandeirantes: Massayuki Tsujimoto, Yukito Iwata, Rokuiti Funada, Too Ishikawa e Shozaemon Moriya, os pioneiros de Assaí.
Embora a gleba estivesse comprada desde 1927, sua colonização só teve início cinco anos mais tarde, em razão de uma restrição do Governo Paulista ao plantio de café naquele estado. Além disso, a ocupação se processou lentamente, a princípio, porque algum tempo antes começaram a ser vendidos lotes na então chamada Colônia Internacional (Londrina), para onde vieram muitos imigrantes japoneses. Outro fator também contribuiu para atrasar ainda mais a ocupação de Três Barras no seu surgimento: o caminhão de que dispunha a Bratac para transportar os desbravadores e mantimentos de Bandeirantes até lá, foi requisitado pelo governo em razão da revolução eclodida em junho de 1932. A partir daí, o transporte era feito por carroças puxadas a boi, que levavam mais de uma semana para percorrer o trajeto. A soma desses fatores ocasionaram uma paralisação no desenvolvimento da nova comunidade.
Os problemas, no entanto, não cessaram aí. Os primeiros colonizadores encontraram dificuldades para o abastecimento de água, pois a área que ocupavam estava sobre uma imensa laje de pedra, atualmente denominado Córrego Passo Fundo, dificultando a perfuração de poços. Dessa forma, tiveram que se abastecer com águas de um rio que passava perto dali. Outro fator limitante foi a perda de praticamente toda a primeira safra, em virtude das fortes chuvas na região naquela época. No entanto, os pioneiros não abandonaram o local. Naquele mesmo ano, 1932, Samon Tanji foi para Três Barras, onde abriu uma filial de casa de comércio Yamaguchi, de Bandeirantes. Os três primeiros lotes urbanos, aliás, foram doados pela Bratac e, assim, foram instalados também o Açougue Yokoyama e o Hotel Miyake.
Apesar de todos os problemas enfrentados pelos pioneiros, o núcleo conseguia desenvolver-se e chegou a impressionar o Cônsul Geral do Japão no Brasil, Yuwataro Utiyama, que visitou a localidade em outubro de 1933, em companhia do diretor da Bratac, Kunito Miyasaka. Ao retornar a São Paulo, o cônsul escreveu uma carta, manifestando-se admirado e elogiando os esforços daqueles que, enfrentando inúmeras dificuldades, implantavam uma nova civilização em plena mata virgem. Segundo ele: “muito em breve Assaí seria o paraíso dos colonizadores.”
No ano seguinte ao da visita do cônsul, 1934, Assaí ganha sua primeira olaria, que veio a dar um grande impulso ao desenvolvimento da localidade. Pouco antes, fora instalada, também, uma farmácia, montada por um médico que, contratado pela Companhia Colonizadora, vinha duas vezes por semana dar assistência aos moradores. Em 1934 ainda, começa a funcionar a primeira escola de língua japonesa, na casa do engenheiro Kameyama, e as aulas eram ministradas por sua esposa, inicialmente com seis alunos.
Uma experiência feita pelo agricultor Heiju Akagui, que plantou algodão em 1934, foi o impulso que faltava para que a comunidade atingisse seu pleno desenvolvimento. Ele colheu 360 arrobas de algodão por alqueire e o fato ganhou dimensões inimagináveis. Para se ter uma ideia do que essa safra representou, basta dizer que até então, a Companhia havia vendido apenas 213 alqueires e, a partir da safra de Akagui, chegou ao final de 1934 com 2140 alqueires vendidos. Já eram 22 famílias na localidade, distribuídas nas Secções Bálsamo, Figueira e Palmital.
O ano de 1935 talvez tenha sido o mais importante entre os primeiros vividos pela comunidade de Três Barras. Acontecimentos bons e ruins marcaram aquele ano de crise agrícola, que provocou o desinteresse de futuros compradores. Cerca de 200 famílias já residiam na localidade, e o algodão era a principal cultura, da qual elas tiravam seu sustento até que o café começasse a ser produzido. Entre os pés de café e algodão, os agricultores plantavam feijão, que além de fornecer alimento para eles próprios, era vendido a terceiros e custeava as outras plantações. Os problemas se sucediam e as famílias decidiram fundar a Associação dos Agricultores de Três Barras, cujo objetivo era discutir a política agrícola, buscando soluções para as dificuldades comuns.
Naquele ano ainda, em agosto, foi realizada a primeira exposição da localidade, com 217 expositores no total. A mostra foi bem-sucedida. No mesmo ano, em Curitiba, acontece a Exposição do Algodão, com 11 agricultores recebendo medalhas de ouro pela quantidade do produto exposto. Os juízes, todos agrônomos da Secretaria de Estado da Agricultura, deram medalha de ouro aos seguintes produtores de Assaí: Iwao Aida, Riichi Tatewaki, Yukito Shimizu, Minori Murata, Mitsuji Yamada, Kenzo Tojo, Kozo Kusama, Koji Shibayama, Tyusaku Takinami, Sanji Moriyama e Kaiji Ido.
Um caso de malária, ocorrido na época, assustou os moradores e os interessados em adquirir terras na região. Trouxe, porém, um benefício: a Companhia Colonizadora, a partir do caso, contratou um médico, o doutor Torata Kameno, para dar assistência permanente aos habitantes de Três Barras. Todos foram aconselhados a não se aproximarem das margens do rio Tibagi na época de chuvas, já que um pescador havia contraído a doença nessas condições.
Assaí já foi chamada de a "capital do ouro branco" ou a "rainha do algodão", em razão da abundância de algodão que produzia. No auge dessa fase, chegou a ter mais de 200 mil habitantes. Com o fim do algodão, a cidade foi diminuindo. A maior parte da população migrou para Londrina, fundada em 10 de dezembro de 1934. Muitos habitantes, de origem japonesa, retornaram para o Japão, e hoje a cidade conta com apenas 18 mil habitantes. Atualmente, a cidade tem se recuperado devido à instalação de indústrias na cidade, que estão gerando mais de seis mil empregos.

### Distrito
Em 1938, de conformidade com o Decreto Lei nº 7573, de 20 de outubro daquele ano, foi elevado a categoria de Distrito pertencente ao município de São Jerônimo da Serra, como território desmembrado do Distrito de Jataí do mesmo município.

### Município
Devido ao impulso e desenvolvimento sócio econômico, a densidade geográfica e de conformidade com as normas estabelecidas na Lei Orgânica Nacional nº 311, de 2 de março de 1938, o Governo do Estado, através do Decreto Lei nº 199 de 30 de dezembro de 1943, criou e elevou a categoria de município, com território desmembrado do Município de São Jerônimo da Serra, com sede onde se localiza a sua atual cidade, tendo como parte integrante do seu território os distritos de então Jataí e Uraí, estes mais tarde através da Lei nº 2 de 10 de outubro de 1947 também foram elevados a categoria de município perdendo assim Assaí, três anos mais tarde, uma elevada área de seu território.

### Instalação
O município de Assaí foi solenemente instalado no dia 28 de janeiro de 1944, de acordo com as normas estabelecidas pela Lei Orgânica Estadual nº 311, de 2 de março de 1938, conforme consta na Ata de Instalação, livro próprio da prefeitura, ato este presidido por seu prefeito nomeado pelo governador do Paraná, Major José Scheleder da Polícia Militar do Paraná, o qual para elevada assistência assim se expressou: - "Na forma da Lei de acordo com o previsto eu Major Schleder, declaro instalado o município de Assaí. Assim fique registrado na história do Paraná para o conhecimento de todo e perpétua lembrança das gerações futuras. Honras ao Brasil uno e forte, indivisível. Paz ao Brasil rico e forte, glória ao Brasil desejoso do bem e do progresso, aos melhores sentimentos de solidariedade humana."

## Geografia
Possui uma área de 440,346 km² representando 0,2209 % do estado, 0,0781 % da região e 0,0052 % de todo o território brasileiro. Localiza-se a uma latitude 23°22'22" sul e a uma longitude 50°50'27" oeste, estando a uma altitude de 650 metros.
O ponto mais alto do município está a 720 metros de altitude.

### Relevo
O território municipal de Assaí está inserido no Terceiro Planalto Paranaense, com altitude de 650 metros na região urbana. 70% da área do município tem relevo ondulado, e os restantes 30% apresenta-se suavemente ondulado. Nas comunidades Figueira, Paineira e Bálsamo, predomina o relevo suavemente ondulado.
Altitudes que variam dos 350 a 720 metros.

### Clima
Clima Subtropical Úmido Mesotérmico, verões quentes com tendência de concentração das chuvas (temperatura média mais alta 24 °C); invernos com geadas pouco frequentes (temperatura média mais baixa 16 °C), sem estação seca definida. A temperatura mais baixa já registrada no município foi de - 4.7 °C, em 1975.
| Ano                   | 2009 | 2010 |
| --------------------- | ---- | ---- |
| Temperatura máxima °C | 35.3 | 31.8 |
| Temperatura mínima °C | 3    | 19.3 |

| Mês                   | Jan   | Fev   | Mar   | Abr  | Mai  | Jun  | Jul  | Ago  | Set  | Out   | Nov   | Dez   | Ano    |
| --------------------- | ----- | ----- | ----- | ---- | ---- | ---- | ---- | ---- | ---- | ----- | ----- | ----- | ------ |
| Temperatura máxima °C | 28.7  | 29.6  | 29.6  | 27.7 | 24.9 | 22.6 | 23.6 | 25.5 | 26.6 | 27    | 28.2  | 29    | 26.9   |
| Temperatura mínima °C | 18.5  | 19.3  | 18.4  | 15.9 | 12.9 | 10.8 | 10.8 | 12.2 | 14   | 15.3  | 17    | 19    | 15.3   |
| Chuvas mm             | 211.8 | 195.7 | 138.1 | 86.2 | 84.9 | 74.7 | 56.8 | 45.7 | 97.1 | 142.6 | 123.4 | 156.5 | 1413.5 |

## Transporte
| Cidade         | Distância |
| -------------- | --------- |
| Londrina       | 46 km     |
| Curitiba       | 339 km    |
| São Paulo      | 524 km    |
| Florianópolis  | 640 km    |
| Rio de Janeiro | 951 km    |
| Porto Alegre   | 1.026 km  |
| Brasília       | 1.129 km  |

### Acesso
Assaí situa-se a 339 km da capital e a 46 km do aeroporto mais próximo em Londrina. Podendo ser acedida através da PR-090 e PR-442.
Assaí se situa acerca de 4 horas e 55 minutos da capital Curitiba e a cerca de 46 minutos de Londrina de carro.

### Rodovias
O mais importante acesso rodoviário para Assaí se dá através da PR-090, existe também uma via de acesso para Uraí, denominada PR-442, em bom estado de conservação, porém, sem pavimentação asfáltica.

### Ônibus
O Terminal Rodoviário de Assaí liga diversos municípios à cidade, sendo o ônibus o principal meio de transporte para chegada e saída de visitantes à cidade.

## Demografia
De acordo com dados do Censo 2022, do Instituto Brasileiro de Geografia e Estatística (IBGE), dos 13.797 moradores de Assaí, 11,5% se consideram de cor ou raça amarela. Ou seja, trata-se da cidade mais amarela do Brasil.
Ainda em 2010, sua população estimada era de 18.368 habitantes.
Dados do Censo - 2000
Índice de Desenvolvimento Humano Municipal (IDH-M): 0,748
- IDH-M Renda: 0,657
- IDH-M Longevidade: 0,753
- IDH-M Educação: 0,835

## Etnias
Assaí é a cidade com a maior porcentagem de japoneses e descendentes em sua população (cerca de 15%).
| Cor/Raça | Percentagem |
| -------- | ----------- |
| Branca   | 45,46%      |
| Negra    | 5,64%       |
| Parda    | 37,43%      |
| Amarela  | 11,46%      |
| Indígena | 0,01%       |

Fonte: Censo 2022

### Evolução populacional
| Ano  | Habitantes |
| ---- | ---------- |
| 1970 | 29.090     |
| 1980 | 22.098     |
| 1991 | 20.325     |
| 2000 | 18.045     |
| 2001 | 16.771     |
| 2002 | 16.565     |
| 2003 | 16.343     |
| 2004 | 17.875     |
| 2005 | 17.617     |
| 2006 | 16.360     |
| 2008 | 16.098     |
| 2010 | 16.354     |

Assaí vem apresentando um crescimento populacional negativo nesses últimos 37 anos. O maior decréscimo da cidade de Assaí foi no ano de 1970 a 1980, apresentando valores de queda de 24% da população total.
Também em novembro de 2015, números do IBGE apontavam que, de 2016 a 2030, o município de Assaí poderia perder 2.882 habitantes, ou seja, de 15.728 para 12.845 moradores.

## Turismo

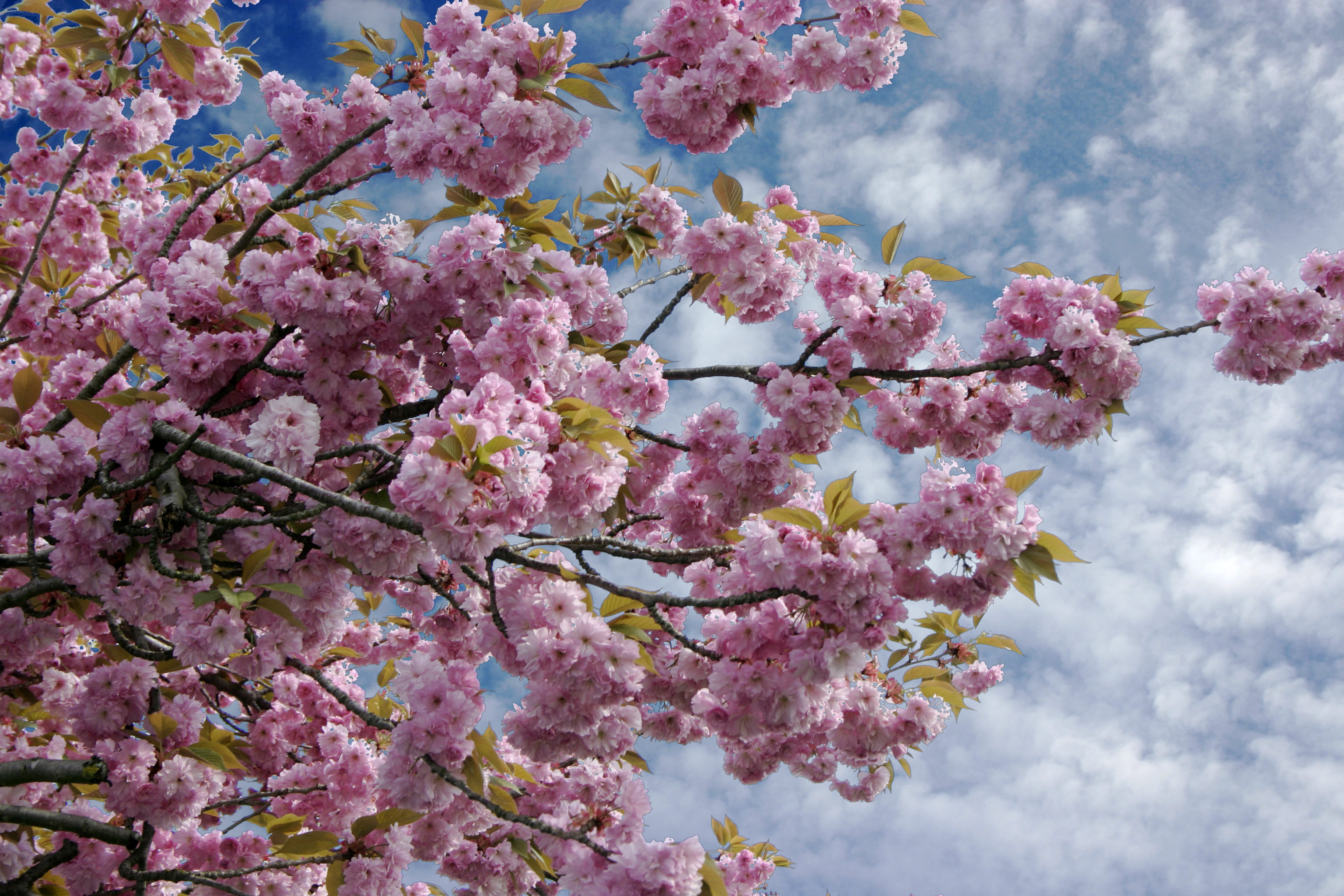
Sakura (Cerejeira japonesa)

Em diversas localidades, Assaí é conhecida como a "cidade dos japoneses" pela referência de marco histórico da cidade fundada por imigrantes do Japão. Em 2008 a imigração japonesa comemora 100 anos de sua vinda ao Brasil.
O primeiro festival de Tanabata no Brasil foi realizado na cidade de Assaí, em 1978.
Em Assaí podemos encontrar árvores como Sakura (cerejeira japonesa), Ipê-branco, Ipê-amarelo e Quaresmeira.

## Calendário oficial
- 1 de maio - Fundação do município.
- 3 e 4 de maio - Rikujoo
- 11 de junho - Exposição Agrícola de Assaí.
- 13, 14 e 15 de junho - Expoasa
- 3 e 4 de outubro - Tanabata Matsuri.
- 1 e 2 de novembro - Tenrankai

## Esportes
No passado, a cidade de Assaí possuiu um clube, a Sociedade Esportiva e Recreativa Assahi, que participava do Campeonato Paranaense de Futebol.

## Educação

### Escolas municipais
- Escola Municipal Professora Augusta Gino Rocha
- Escola Municipal Padre França Wolkers
- Escola Municipal Elias Abraão
- Escola Municipal Maria José Silva Santos
- Escola Municipal Princesa Isabel
- Escola Municipal Rotary Club
- Escola Municipal Professora Maria Mitiko Tsuboi

### Colégios estaduais
- Colégio Estadual Barão do Rio Branco
- Colégio Estadual Conselheiro Carrão
- Escola Estadual do Campo Professor Walerian Wrosz
- Centro Estadual de Educação Profissionalizante

### Colégios privados
- Colégio Irmão Francisco Vecchi
- Colégio SESI PR

Atualmente o município de Assaí tem como prefeito o empresário Michel Ângelo Tuti Bomtempo (PSD), em seu terceiro mandato (2005/2008, 2009/2012 e 2021/2024).
Principal ponto turístico da cidade, o Memorial da Imigração Japonesa, o chamado Castelo Japonês, encontra-se entre os projetos da administração Tuti Bomtempo, a que mais investiu em obras de infraestrutura 
Durante os dois mandatos do então prefeito Tuti Bomtempo (2005/2008 e 2009/2012), Assaí conquistou obras como 312 moradias do conjunto Adamazildo Bomtempo,  453 unidades habitacionais do Residencial Cidade Alta I, II e III (R$ 26.500.000,00), Colégio Sesi, unidade do Senai e Biblioteca do Conhecimento (R$ 3.400.000,00), pavimentação asfáltica do conjunto Adamazildo Bomtempo (R$ 1.200.000,00), Terminal do Estudante, reforma da Escola Municipal Rotary Club, início da construção do Castelo Japonês, Centro de Múltiplo Uso da Memória, Biblioteca Cidadã (R$ 312.000,00), Super Creche (R$ 1.200.000,00), Centro de Educação Profissionalizante (CEEP), a chamada Escola Técnica (R$ 6.600.000,00), reforma do ginásio de esportes Paulo Yoshihiro Nonomura, Academia da Terceira Idade, Clínica da Mulher e da Criança, quadra coberta da Escola Princesa Isabel, iluminação do campo do distrito Pau d´Alho do Sul e reforma e iluminação do estádio municipal 13 de Maio, entre outras.
Para o atual mandato (2021/2024), dentre as principais obras a ser iniciadas ou mesmo finalizadas em 2024 estão centro de convivência da pessoa idosa, cinema ao ar livre e anfiteatro, central de compras municipais, melhorias na avenida Rio de Janeiro (com investimentos de R$ 11 milhões) e na estrada do Pau d'Alho do Sul, viveiro municipal, reforma da Defesa Civil e do cemitério municipal, Parque Mirai, pavimentação da rua Tsuruo Tanno, escola da Vila Nova.

### Área social e participação política
Na condição de primeira dama e presidente do Programa do Voluntariado Paranaense (Provopar), na cidade mais amarela do Brasil, a empresária Neusa Maria Varella Bomtempo ajudou a administração Tuti Bomtempo, principalmente no período entre 2005 a 2012, a abandonar o histórico assistencialismo rumo à adoção de uma verdadeira política social voltada às famílias mais carentes. Ou seja, a atuação da administração municipal no fornecimento de remédio, de atenção médico-hospitalar, no transporte de pacientes, doação de agasalhos e cestas básicas deixa de ter caráter pessoal, de algum ato de generosidade do prefeito a seus eleitores e próximos, transformando em direito subjetivo da população em situação de vulnerabilidade.
A atuação de sucesso do Provopar só aconteceu graças também a importantes parceiros, como prefeitura, Secretaria Municipal de Assistência Social, diversas entidades, comércio, Igreja Católica, demais entidades religiosas, voluntários e outros colaboradores.
Dessa forma, na condição de presidente do Provopar, Neusa Bomtempo teve papel de destaque no desenvolvimento de ações visando garantir acesso aos direitos sociais das famílias e indivíduos em situação de vulnerabilidade e risco social, de uma maneira centralizada, como política pública, e não como liberalidade do gestor público de turno, em busca de promoção pessoal. Visão aquela que antecede à chegada do CRAS (Centro de Referência de Assistência Social) ao município de Assaí, equipamento aquele assim denominado pelo governo federal, em 2005, substituindo o NAF (Núcleo de Apoio à Família), surgido ainda em 1999.
Atuação política
A cada ano de eleição, Neusa Bomtempo tem sido lembrada como importante nome para disputa à prefeitura do município de Assaí. Apesar de ainda não ter colocado seu nome à disposição do eleitorado local, a empresária e atual primeira dama teve papel preponderante na eleição do sucessor de Tuti Bomtempo, o ex-vereador Luiz Alberto Vicente (2013/2017), popularmente conhecido por Luiz Mestiço.
Com a chamada Caravana das Mulheres, Neusa Bomtempo mobilizou o eleitorado feminino,  em 2016, com a utilização de vestimentas rosa e reuniões políticas específicas com aquele grupo, em diferentes bairros da cidade. Aquela mobilização resultou na eleição de duas mulheres para a Câmara de Vereadores, a advogada Michelle Matie Morikawa (PPS) e a borracheira Juliana da Silva (PSDB). Feito esse a ser destacado, pois o Poder Legislativo assaiense havia ficado sem representação feminina a partir das eleições de 2008 e 2012.
Neusa Bomtempo ajudou a alavancar a presença feminina na política em Assaí, resultando então em participação crescente das mulheres a cada pleito eleitoral. Atualmente ocupam três das nove cadeiras no Poder Legislativo: Leni de Oliveira (MDB), Neuza Costa de Souza (PSD) e Sandra Maria de Souza (PROS).
Política pública sobre a perspectiva feminina
Ao desempenhar papel fundamental na ampliação da participação das mulheres na política municipal, Neusa Bomtempo colabora também para o fomento da pluralidade do pensamento, dos pontos de vista, das prioridades e da sensibilidade no trato com a coisa pública. Como exemplo, tem-se a vereadora Sandra Maria de Souza (PROS), a Sandrinha, que, em seu primeiro mandato (2021/2024), trouxe para o debate uma nova frente de discussão, a partir de apresentação de Projeto de Lei, tratando da implementação da Semana Municipal de Conscientização do Espectro Autista, a ser comemorada anualmente na primeira semana de abril. 
Além da atual condição de voluntária no Provopar, Neuza Bomtempo também atua como madrinha do projeto Casa Aberta, uma iniciativa da Igreja Católica, que atende cerca de 100 famílias, com alimentos, roupas e com pão caseiro. Em fevereiro de 2014, o Casa Aberta recebeu um sistema de energia solar doado pelo programa A Solidariedade é Nossa Energia, conduzido desde meados de 2023, pela Cocamar Cooperativa Agroindustrial, de Maringá (PR).